# Saccharomycodes ludwigii
Saccharomycodes ludwigii är en svampart som först beskrevs av Emil Christian Hansen, och fick sitt nu gällande namn av Emil Christian Hansen 1904. Saccharomycodes ludwigii ingår i släktet Saccharomycodes och familjen Saccharomycodaceae.   Inga underarter finns listade i Catalogue of Life.